# The Boy Detective, or The Abductors Foiled
The Boy Detective, or The Abductors Foiled è un cortometraggio muto del 1908 diretto da Wallace McCutcheon.

## Trama
Un fattorino sventa un rapimento e riesce ad assicurare il malvivente alla giustizia.

## Produzione
Il film fu prodotto dall'American Mutoscope & Biograph e venne girato a Hoboken, nel New Jersey.

## Distribuzione
Distribuito dall'American Mutoscope & Biograph, il cortometraggio uscì nelle sale cinematografiche USA l'11 marzo 1908. Copia della pellicola – un positivo a 35 mm – viene conservata negli archivi della Library of Congress. Riversata su DVD, la copia è stata distribuita dalla Grapevine Video  Archiviato il 31 dicembre 2010 in Internet Archive..